# Saint-Pont
Saint-Pont est une commune française située dans le département de l'Allier, en région Auvergne-Rhône-Alpes. Elle fait partie de l'aire d'attraction de Vichy.

## Géographie

### Localisation
La commune de Saint-Pont est située en Limagne bourbonnaise, au sud du département de l'Allier.
Quatre communes sont limitrophes :
| Broût-Vernet |            |                   |
|              | Saint-Pont | Vendat            |
| Escurolles   |            | Espinasse-Vozelle |

### Hydrographie
La commune est traversée par le Châlon.

### Climat
Pour des articles plus généraux, voir Climat d'Auvergne-Rhône-Alpes et Climat de l'Allier.
En 2010, le climat de la commune est de type climat océanique dégradé des plaines du Centre et du Nord, selon une étude du CNRS s'appuyant sur une série de données couvrant la période 1971-2000. En 2020, Météo-France publie une typologie des climats de la France métropolitaine dans laquelle la commune est exposée à un climat de montagne ou de marges de montagne et est dans la région climatique Nord-est du Massif Central, caractérisée par une pluviométrie annuelle de 800 à 1 200 mm, bien répartie dans l’année.
Pour la période 1971-2000, la température annuelle moyenne est de 11 °C, avec une amplitude thermique annuelle de 16,6 °C. Le cumul annuel moyen de précipitations est de 732 mm, avec 9,5 jours de précipitations en janvier et 7,1 jours en juillet. Pour la période 1991-2020, la température moyenne annuelle observée sur la station météorologique de Météo-France la plus proche, « Vichy-Charmeil », sur la commune de Charmeil à 7 km à vol d'oiseau, est de 11,7 °C et le cumul annuel moyen de précipitations est de 769,1 mm,. Pour l'avenir, les paramètres climatiques de la commune estimés pour 2050 selon différents scénarios d'émission de gaz à effet de serre sont consultables sur un site dédié publié par Météo-France en novembre 2022.

## Urbanisme

### Typologie
Au 1er janvier 2024, Saint-Pont est catégorisée commune rurale à habitat dispersé, selon la nouvelle grille communale de densité à 7 niveaux définie par l'Insee en 2022.
Elle est située hors unité urbaine. Par ailleurs la commune fait partie de l'aire d'attraction de Vichy, dont elle est une commune de la couronne,. Cette aire, qui regroupe 50 communes, est catégorisée dans les aires de 50 000 à moins de 200 000 habitants,.

### Occupation des sols

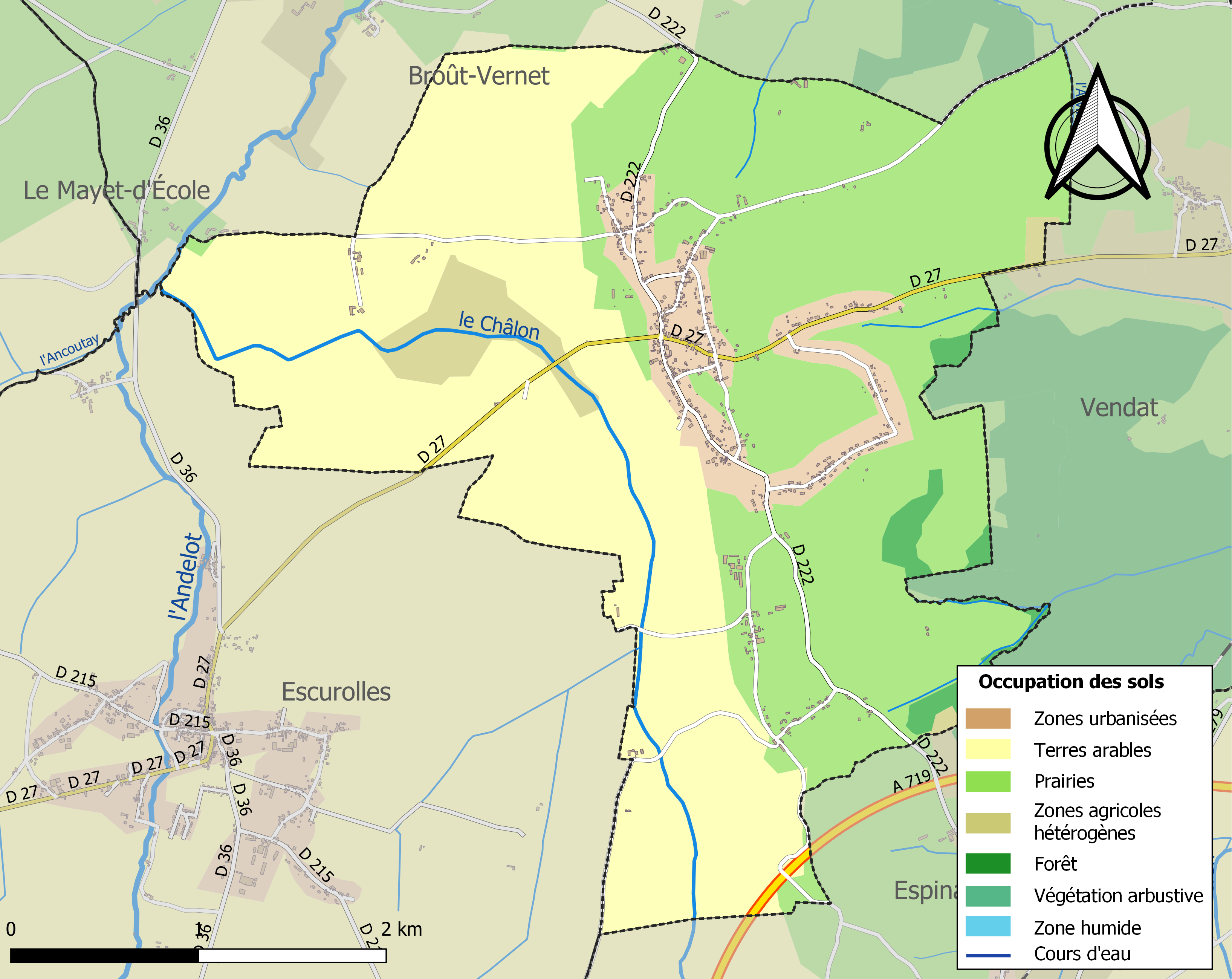
Carte des infrastructures et de l'occupation des sols de la commune en 2018 (CLC).

L'occupation des sols de la commune, telle qu'elle ressort de la base de données européenne d’occupation biophysique des sols Corine Land Cover (CLC), est marquée par l'importance des territoires agricoles (90,4 % en 2018), en diminution par rapport à 1990 (92,1 %). La répartition détaillée en 2018 est la suivante : terres arables (43,8 %), prairies (43,3 %), zones urbanisées (7,5 %), zones agricoles hétérogènes (3,4 %), forêts (2 %).
L'IGN met par ailleurs à disposition un outil en ligne permettant de comparer l’évolution dans le temps de l’occupation des sols de la commune (ou de territoires à des échelles différentes). Plusieurs époques sont accessibles sous forme de cartes ou photos aériennes : la carte de Cassini (XVIIIe siècle), la carte d'état-major (1820-1866) et la période actuelle (1950 à aujourd'hui).

### Voies de communication et transports

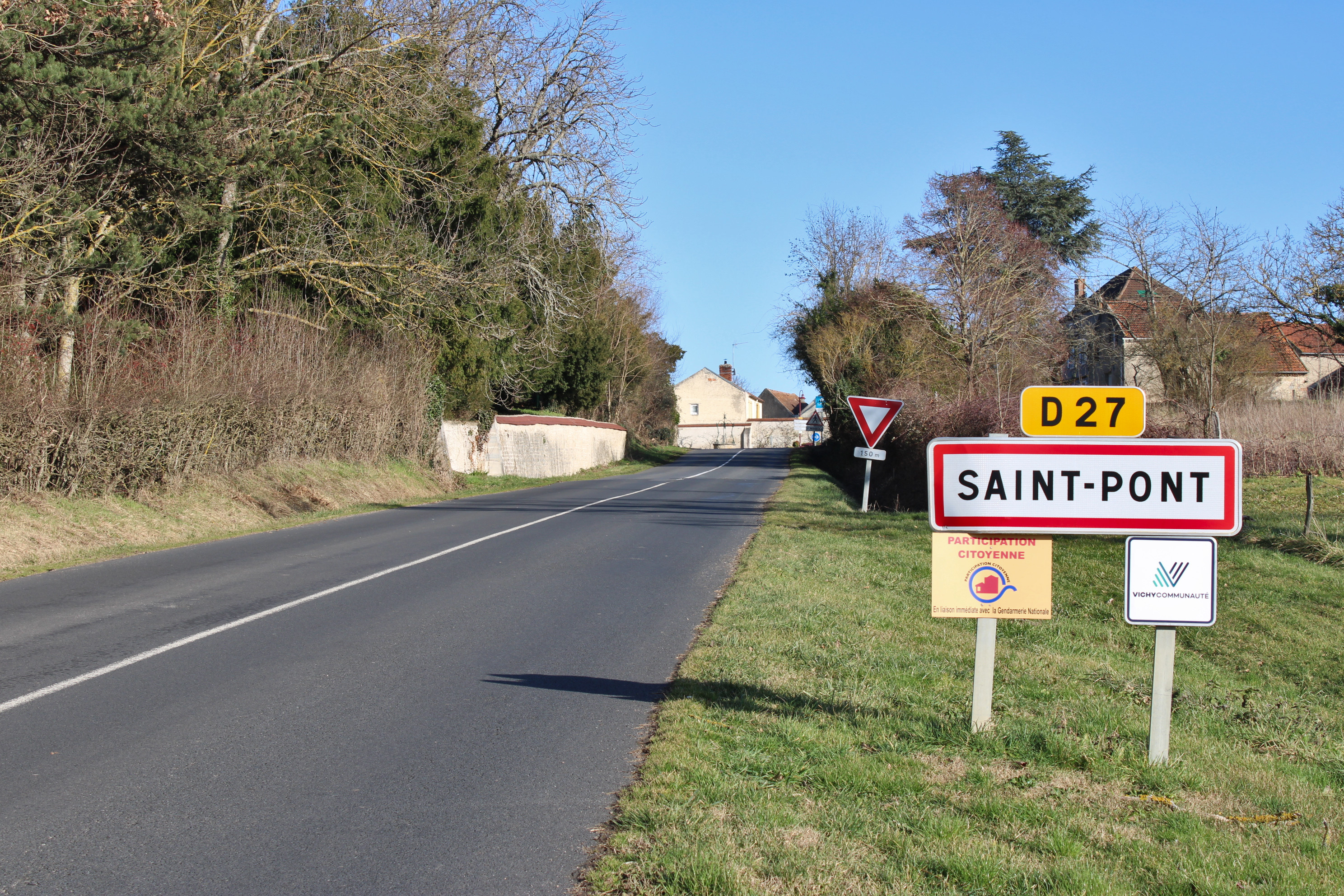
Entrée par la D 27 en provenance d'Escurolles et en direction de Vichy.

Le territoire communal est desservi par les routes départementales 27 (vers Charmeil et Vichy à l'est ; Escurolles au sud-ouest) et 222 (vers Broût-Vernet au nord et Espinasse-Vozelle au sud).

## Histoire
Pendant la période révolutionnaire de la Convention nationale (1792-1795), la commune prit le nom de Mont-sur-Chalon.

## Politique et administration

### Découpage territorial
Saint-Pont dépendait du district de Gannat en 1793 puis de l'arrondissement de Gannat de 1801 à 1926, de Lapalisse de 1926 à 1941 puis de Vichy depuis 1941.
À la suite du redécoupage des cantons du département appliqué depuis les élections départementales de mars 2015, la commune, dépendant alors du canton d'Escurolles, est rattachée à celui de Bellerive-sur-Allier.
Jusqu'en 2016, la commune faisait partie de la communauté de communes du Bassin de Gannat. Celle-ci a fusionné avec deux autres communautés de communes pour former, au 1er janvier 2017, la communauté de communes Saint-Pourçain Sioule Limagne.
Par délibération du conseil municipal du 30 janvier 2017, la commune a souhaité changer de structure intercommunale. Ce changement a été autorisé moyennant une somme de plus de 48 000 € afin de quitter Saint-Pourçain Sioule Limagne (conseil communautaire du 22 juin 2017) et rejoindre la communauté d'agglomération Vichy Communauté (délibération du 30 mars 2017). Ce changement d'intercommunalité a été autorisé par un arrêté préfectoral du 8 décembre 2017, avec prise d'effet au 1er janvier 2018.

### Administration municipale

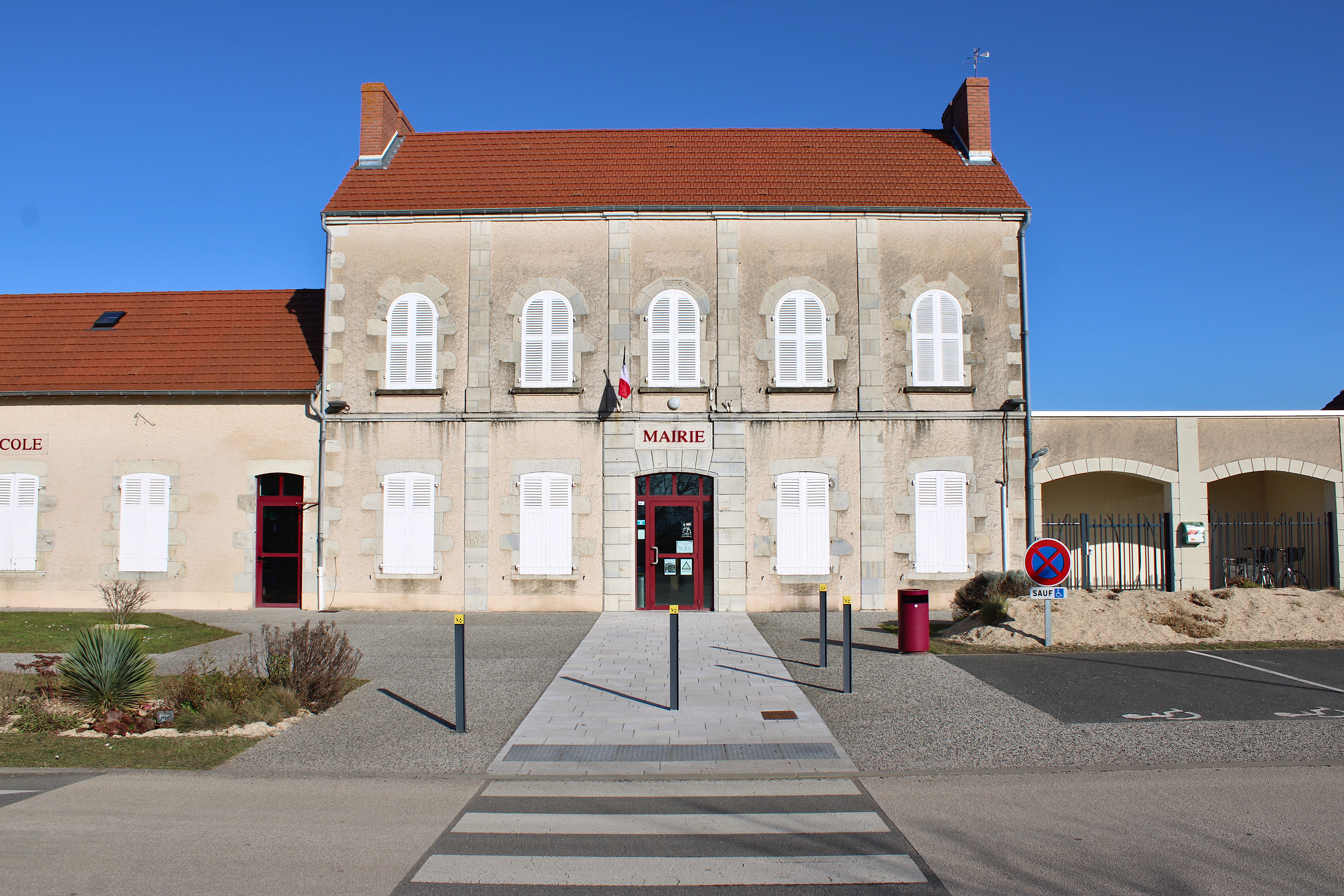
La mairie.

| Période     | Période                   | Identité                     | Étiquette | Qualité |
| ----------- | ------------------------- | ---------------------------- | --------- | --- |
| 1792        | 1794                      | Annet Granghon-Dessimons     |           | |
| 1794        | 1795                      | Jean Baptiste Granghon-Vodot |           | |
| 1795        | 1800                      | Annet Granghon-Dessimons     |           | |
| 1800        | 1808                      | Jean Baptiste Granghon-Vodot |           | |
| 1808        | 1813                      | Claude Bressol               |           | |
| 1825        | 1835                      | Barthélémy Chambon           |           | |
| 1835        | 1837                      | Bonnamour                    |           | |
| 1837        | 1848                      | Philippe Chambon             |           | |
| 1848        | 1851                      | Barthélémy Chambon           |           | |
| 1851        | 1852                      | Victor Tixier                |           | Médecin, propriétaire du château de Saint-Pont                                                                                         |
| 1852        | 1855                      | François Richard             |           | |
| 1855        | 1861                      | Ernest Imbert de Trémiolles  |           | |
| 1861        | 1870                      | Antoine Borot                |           | |
| 1870        | 1871                      | Ernest Imbert de Trémiolles  |           | |
| 1871        | 1874                      | Antoine Borot                |           | |
| 1874        | 1876                      | Victor Tixier                |           | Médecin, exploitant agricole |
| 1876        | 1877                      | Yves Robelin                 |           | |
| 1877        | 1888                      | Pierre Thivat                |           | |
| 1888        | 1889                      | Charles de Grivel            |           | |
| 1889        | 1904                      | Jean Baptiste Chassing       |           | |
| 1904        | 1912                      | Eugène Roche                 |           | |
| 1912        | 1931                      | Jean-Baptiste Chassing       |           | |
| 1931        | 1941                      | Jean Beaudonnet              |           | |
| 1941        | 1944                      | Maxime Soucachet             |           | |
| 1944        | 1953                      | Armand Chassing              |           | |
| 1953        | 1959                      | Antoine Justin               |           | |
| 1959        | 1983                      | Roger Rambeau                |           | Agriculteur |
| 1983        | 1995                      | André Amilhat                |           | Artisan serrurier |
| 1995        | 2014                      | Pierre Prade                 |           | Ancien instituteur et secrétaire de mairie de Saint-Pont                                                                               |
| 2014        | 27 mai 2020               | Agnès Chapuis                |           | Agent d'affaires, suppléante de la députée LREM Bénédicte Peyrol (2017-2022)                                                           |
| 27 mai 2020 | En cours (au 4 juin 2020) | Caroline Bardot              |           | 3e vice-présidente de la communauté d'agglomération Vichy Communauté chargée des transitions écologiques et énergétiques (depuis 2020) |

### Politique environnementale
La collecte des déchets est assurée par le SICTOM Sud Allier.

## Équipements et services publics

### Enseignement
Saint-Pont dépend de l'académie de Clermont-Ferrand et gère une école élémentaire publique.
Depuis 1991, l'école fait partie d'un RPI (regroupement pédagogique intercommunal) qui regroupe les communes d'Escurolles, Le Mayet-d'École, Monteignet, Saint-Pont et Saulzet. Les élèves de la maternelle au CM2 fréquentent les dix classes réparties dans les cinq communes en sections uniques ou doubles.
Hors dérogations à la carte scolaire, les collégiens se rendent à Gannat et les lycéens à Saint-Pourçain-sur-Sioule ou à Cusset.

### Justice
Saint-Pont dépend de la cour administrative d'appel de Lyon, de la cour d'appel de Riom, du tribunal administratif de Clermont-Ferrand, du tribunal de proximité de Vichy et des tribunaux judiciaire et de commerce de Cusset.

## Population et société

### Démographie
L'évolution du nombre d'habitants est connue à travers les recensements de la population effectués dans la commune depuis 1793. Pour les communes de moins de 10 000 habitants, une enquête de recensement portant sur toute la population est réalisée tous les cinq ans, les populations de référence des années intermédiaires étant quant à elles estimées par interpolation ou extrapolation. Pour la commune, le premier recensement exhaustif entrant dans le cadre du nouveau dispositif a été réalisé en 2007.

En 2022, la commune comptait 692 habitants, en évolution de +7,45 % par rapport à 2016 (Allier : −1,38 %, France hors Mayotte : +2,11 %).
| 1793 | 1800 | 1806 | 1821 | 1831  | 1836  | 1841  | 1846  | 1851  |
| ---- | ---- | ---- | ---- | ----- | ----- | ----- | ----- | ----- |
| 938  | 870  | 895  | 974  | 1 032 | 1 035 | 1 056 | 1 091 | 1 038 |

| 1856 | 1861 | 1866 | 1872 | 1876 | 1881 | 1886 | 1891 | 1896 |
| ---- | ---- | ---- | ---- | ---- | ---- | ---- | ---- | ---- |
| 966  | 980  | 921  | 866  | 814  | 801  | 752  | 735  | 736  |

| 1901 | 1906 | 1911 | 1921 | 1926 | 1931 | 1936 | 1946 | 1954 |
| ---- | ---- | ---- | ---- | ---- | ---- | ---- | ---- | ---- |
| 705  | 732  | 702  | 574  | 555  | 515  | 502  | 521  | 486  |

| 1962 | 1968 | 1975 | 1982 | 1990 | 1999 | 2006 | 2007 | 2012 |
| ---- | ---- | ---- | ---- | ---- | ---- | ---- | ---- | ---- |
| 451  | 408  | 387  | 412  | 435  | 449  | 516  | 526  | 603  |

| 2017 | 2022 | - | - | - | - | - | - | - |
| ---- | ---- | - | - | - | - | - | - | - |
| 656  | 692  | - | - | - | - | - | - | - |

## Culture locale et patrimoine

### Lieux et monuments
Saint-Pont possède 24 édifices dont 22 recensés à l'inventaire général du patrimoine culturel et deux inscrits aux monuments historiques :
- l'église Saint-Mayeul-et-Saint-Pont, des XIe, XIIe et XIXe siècles, le 26 décembre 1980[28] ;
- le château de Saint-Pont, le 26 novembre 1990[29].

Château de Saint-Pont
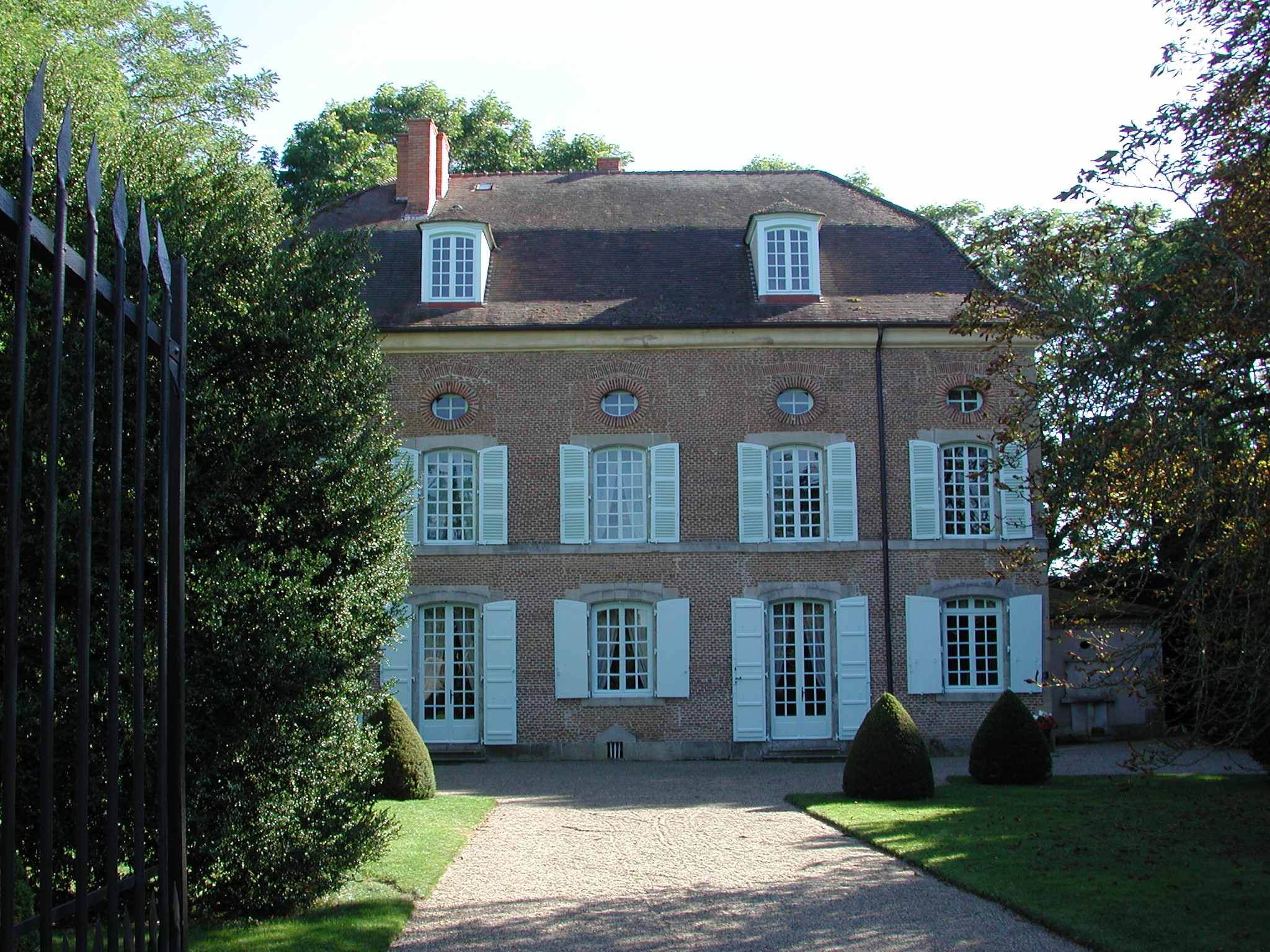
Façade nord sur cour.
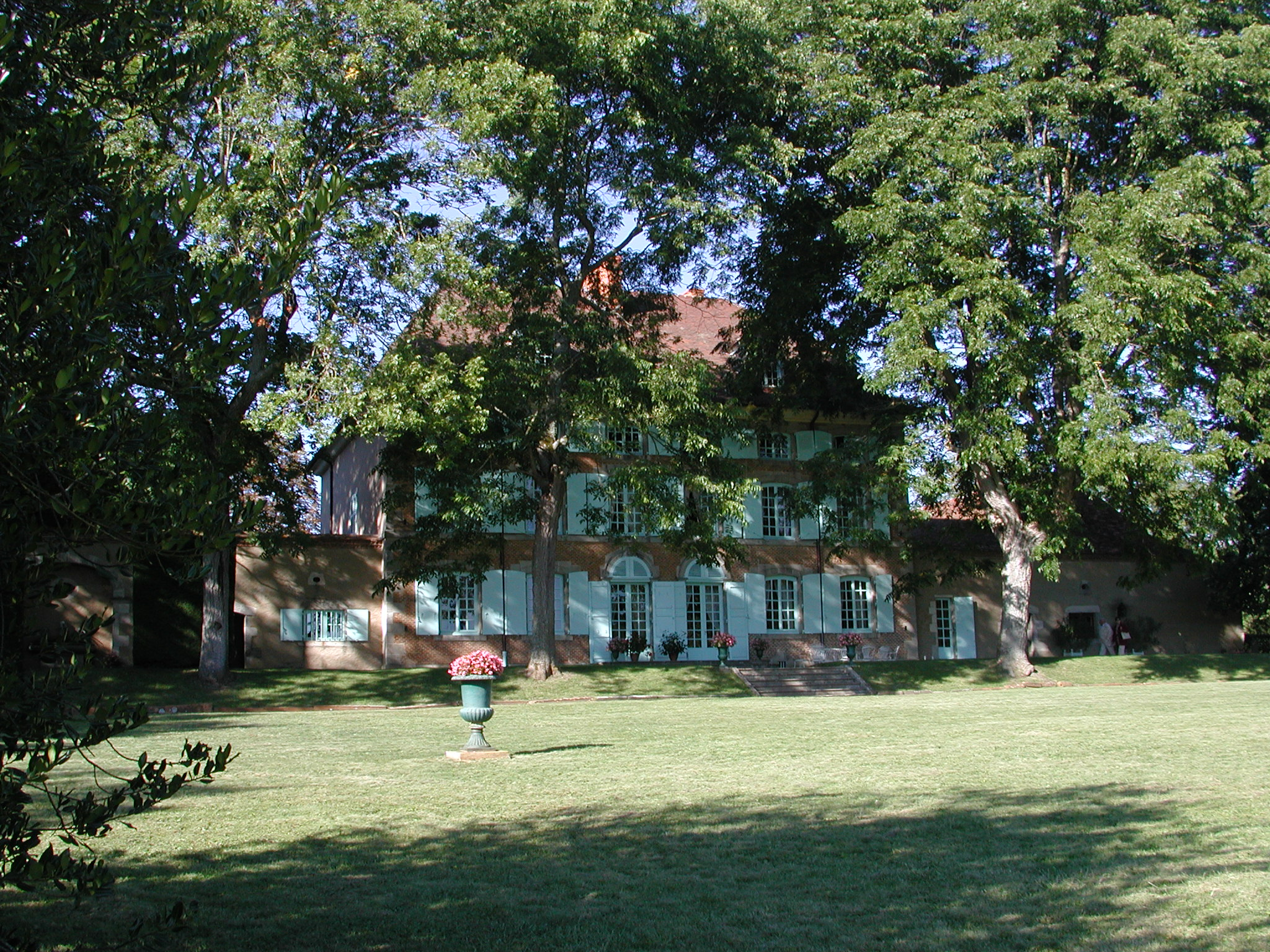
Façade sud sur le parc.

Hors inventaire supplémentaire, la commune possède vingt-sept objets répertoriés dans la base Palissy.

### Personnalités liées à la commune
- Louis Lasteyras (1851-1931), maire de Vichy. Il a vécu dans son enfance à Saint-Pont, où son oncle possédait le château.
- Gilbert Dalleu, acteur de théâtre et de cinéma, né à Saint-Pont le 5 mars 1861 (1861-1931).
- Alain Borne, poète et avocat, né à Saint-Pont en 1915[Note 4] et décédé à Lapalud (Vaucluse) en 1962.

### Héraldique
| Blason de Saint-Pont | Blason  | Tiercé en pairle renversé : au 1er de gueules à un livre ouvert d'argent relié d'or et à une crosse d'abbé du même brochante, au 2e de sinople à un limaçon d'argent, au 3e d'or à un lion léopardé de gueules. |
| Blason de Saint-Pont | Détails | Le statut officiel du blason reste à déterminer. |